# Kamienny Most (Skopje)
Kamienny Most (maced Камен Мост) – najstarszy zachowany most w Skopje, pochodzący z czasów osmańskich i stanowiący do dziś symbol miasta i główny element jego herbu. Zbudowany z kamiennych bloków most ma dwanaście przęseł i długość 214 m. Most łączy współczesne centrum miasta ze starą dzielnicą osmańską (czarsziją) i Wielkim Bazarem, na lewym brzegu Wardaru.
Kamienny Most został wzniesiony w okresie panowania sułtana Mehmeda II, w latach 1451-1469. Pierwsza wzmianka o jego istnieniu pochodzi z 1469, kiedy sporządzano rejestr majątku należącego meczetu Aladża (Isy-Bega). Kilkakrotnie w swojej historii ulegał poważnym uszkodzeniom. W czasie wielkiego trzęsienia ziemi w 1555 zostały poważnie uszkodzone cztery przęsła mostu. W latach 1895–1897 kolejne powodzie naruszyły konstrukcję mostu. W 1944 był przygotowany do wysadzenia przez Niemców, ale udało się zapobiec eksplozji. W 1992 podjęto renowację mostu, aby przywrócić mu pierwotny wygląd.
W przeszłości most pełnił funkcję miejsca straceń. W 1689 stracono na nim Karposza, przywódcę powstania antytureckiego.
Kamienny most, jako jeden z symboli miasta, znajduje się w herbie stolicy.

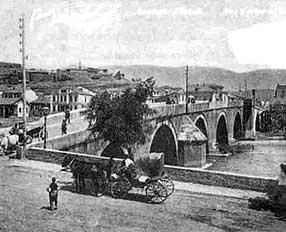
Kamienny Most ok. 1909